# Bodegas Málaga Virgen
Bodegas Málaga Virgen es una empresa vinícola española fundada en el 1885 por Salvador López López. Actualmente producen vinos bajo las denominaciones de origen Málaga y Sierras de Málaga principalmente. 
Cuentan con un centro de producción, Finca Vistahermosa, situada en Fuente de Piedra, al norte de la provincia de Málaga, donde se cultivan las variedades de uva Pedro Ximénez, Moscatel, Chardonnay, Verdejo y Syrah. Todas blancas salvo Syrah, tinta.
De los vinos tradicionales con denominación málaga uno de los más antiguos es el que lleva el nombre de la empresa: el Málaga Virgen, vino de licor dulce noble Pedro Ximénez. También elaboran Málaga pálido, añejo, trasañejo, dulce natural y aromatizado, así como otros vinos tradicionales sin denominación de origen con Pedro Ximén y Moscatel.
Con denominación Sierras de Málaga se producen blancos secos a base de Chardonnay, Verdejo y Moscatel morisco, rosado y tintos, con y sin crianza, a base de Syrah. Las bodegas además elaboran brandy, anís,  vinagre gran reserva y vino Fino de la zona de Montilla-Moriles con denominación de origen.